# 梅蘭 (挪威)
梅蘭（挪威語：Meland）是挪威的已撤销的市镇，位於原霍達蘭郡。